# Neosprucea tenuisepala
Neosprucea tenuisepala är en videväxtart som beskrevs av M.H.Alford. Neosprucea tenuisepala ingår i släktet Neosprucea och familjen videväxter. Inga underarter finns listade i Catalogue of Life.